# Manuel de Jesús Juárez
Manuel de Jesús Juárez (1955 – Juticalpa, 26 de marzo de 2010) fue un periodista de radio hondureño. 
El 26 de marzo de 2010, Juárez y su colega José Bayardo Mairena Ramírez, fueron asesinados por armas de fuego. Mairena y Juarez habían acabado su programa de radio cuando su vehículo fue atacado cerca de la ciudad de Juticalpa al este del Departamento de Olancho. Juarez tenía 55 años cuando murió.
Juárez fue uno de los cinco periodistas asesinados en Honduras durante el marzo de 2010.